# Chasmina viridis
Chasmina viridis là một loài bướm đêm trong họ Noctuidae.